# Place Santa Maria in Trastevere
La Piazza di Santa Maria in Trastevere est l'une des places les plus importantes de Rome, située au centre du quartier du Trastevere.

## Historique
La place prend le nom de la basilique Santa Maria in Trastevere, fondée au IIIe siècle par le pape Calixte Ier. Elle a été rénovée au XIIe siècle par la volonté du pape Innocent II. Au centre, se trouve la fontaine du même nom, une des plus anciennes de Rome, qui a subi plusieurs restaurations au cours des siècles, jusqu'à la fin du XVIIe siècle par l'architecte italo-suisse Carlo Fontana.
Au XXIe siècle, la Piazza di Santa Maria In Trastevere ne désemplit pas, une foule de touristes et de romains s'y pressant jour et nuit, se répartissant notamment dans les nombreux restaurants et bars situés tout autour et dans les rues adjacentes.

## Galerie

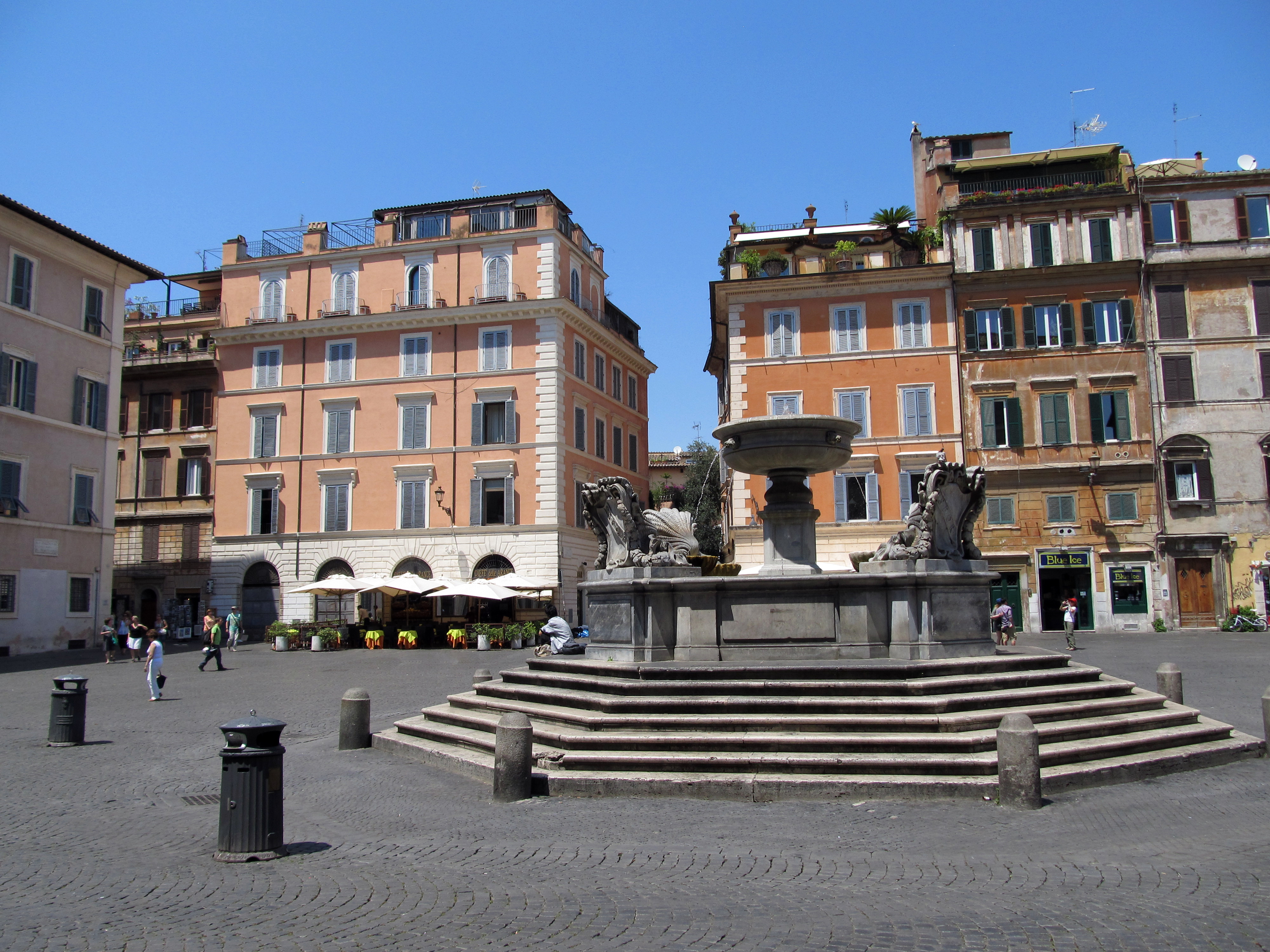
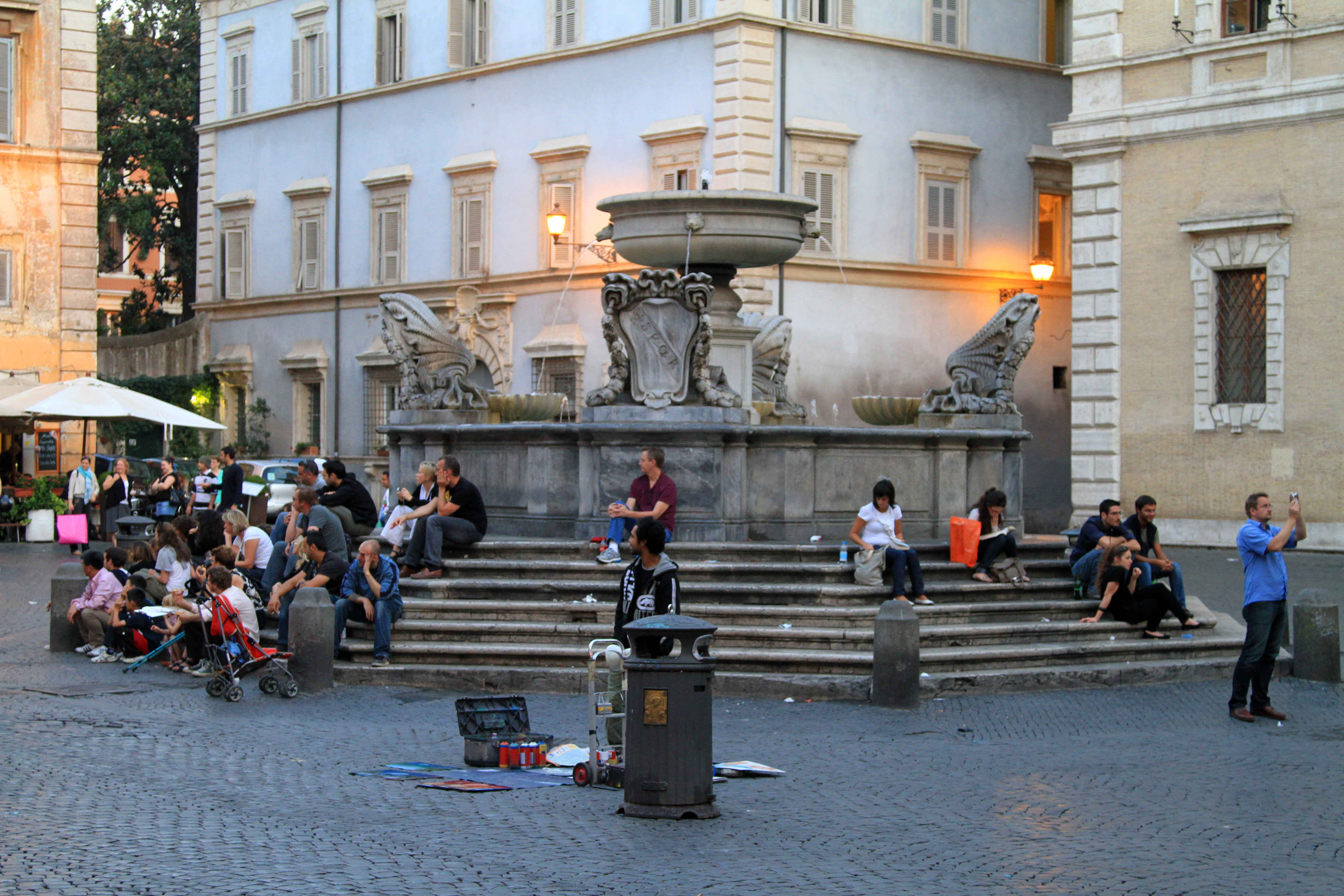
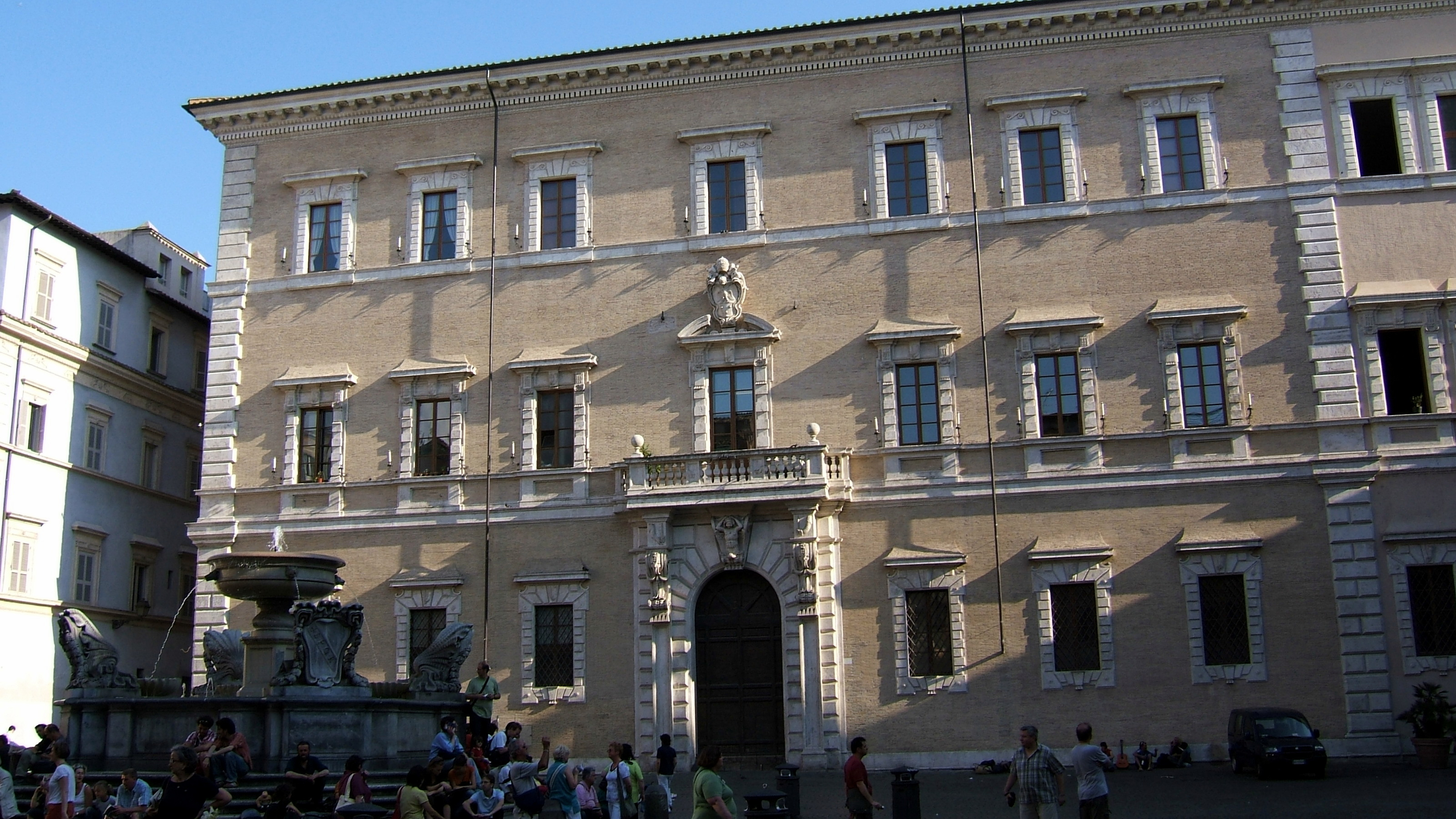
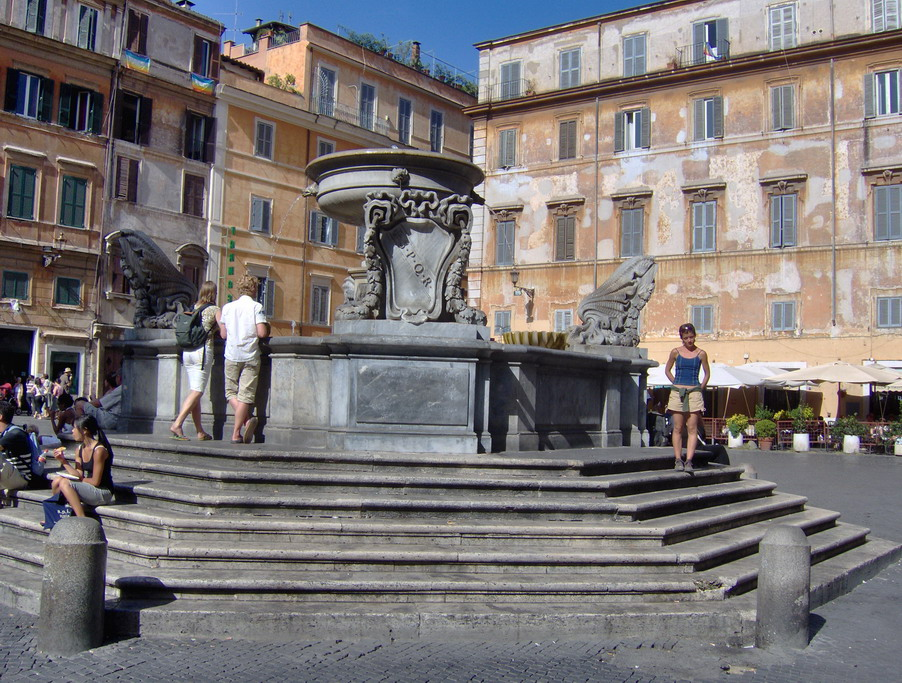